# 989

## Vědy a umění
- v Timbuktu byla založena Sankorská Univerzita

## Narození
- 5. října – Jindřich III. Bavorský, vévoda bavorský a korutanský
- 11. listopad – Gisela Švábská, manželka císaře Konráda II. († 15. února 1043)
- ? – Edmund II., anglický král († 30. listopadu 1016)

## Hlavy států
- České knížectví – Boleslav II.
- Papež – Jan XV.
- Svatá říše římská – Ota III. (regentka Theofano)
- Anglické království – Ethelred II.
- Skotské království – Kenneth II.
- Polské knížectví – Měšek I.
- Západofranská říše / Francouzské království – Hugo Kapet
- Uherské království – Gejza
- První bulharská říše – Roman I. Bulharský
- Byzanc – Basileios II. Bulharobijce